# 普莱吉安
普莱吉安（法語：Pléguien，法語發音：[pleɡjɛ̃] ⓘ）是法国阿摩尔滨海省的一个市镇，位于该省北部，属于圣布里厄区。

## 地理
普莱吉安（48°38'5"N, 2°56'24"W）面积15.48 平方千米，位于法国布列塔尼大區阿摩尔滨海省，该省份为法国西北部沿海省份，位于布列塔尼半岛北部，北濒大西洋英吉利海峡，西接菲尼斯泰尔省，南至莫尔比昂省，东临伊勒-维莱讷省。
与普莱吉安接壤的市镇（或旧市镇、城区）包括：拉讷贝尔、朗蒂克、朗沃隆、普卢阿、普卢朗、普吕迪阿勒、特雷吉代勒、特雷西尼欧。

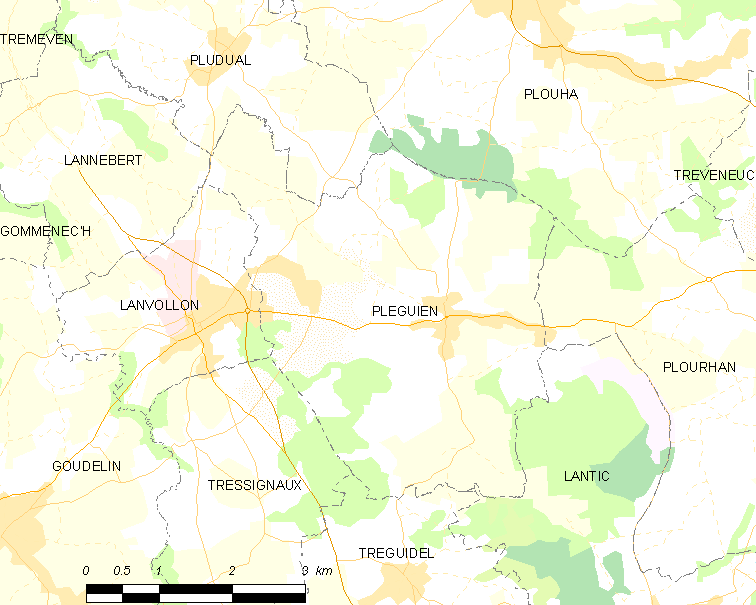
普莱吉安的OSM定位图

普莱吉安的时区为UTC+01:00、UTC+02:00（夏令时）。

## 行政
普莱吉安的邮政编码为22290，INSEE市镇编码为22177。

## 政治
普莱吉安所属的省级选区为普卢阿县。

## 人口

1962-2008年间普莱吉安人口变化图示

普莱吉安于2022年1月1日时的人口数量为1440人。